# Gerd Gies

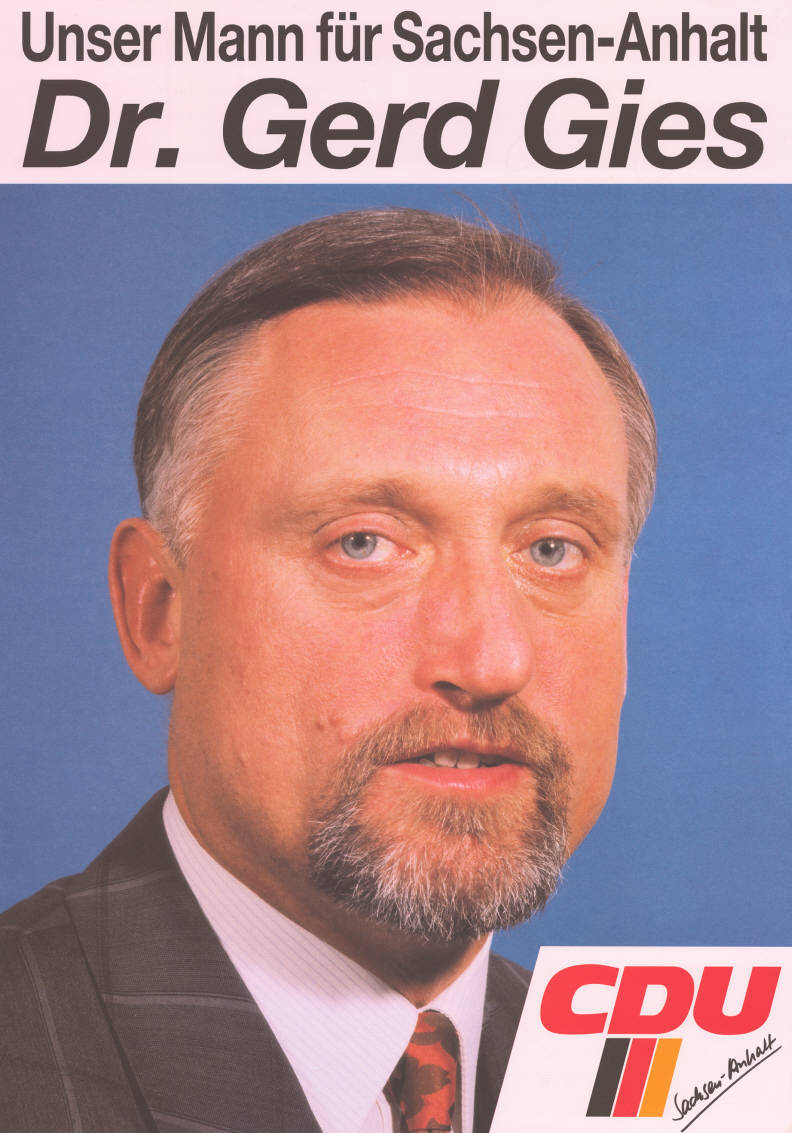
Gerd Gies, Wahlkampfplakat 1990

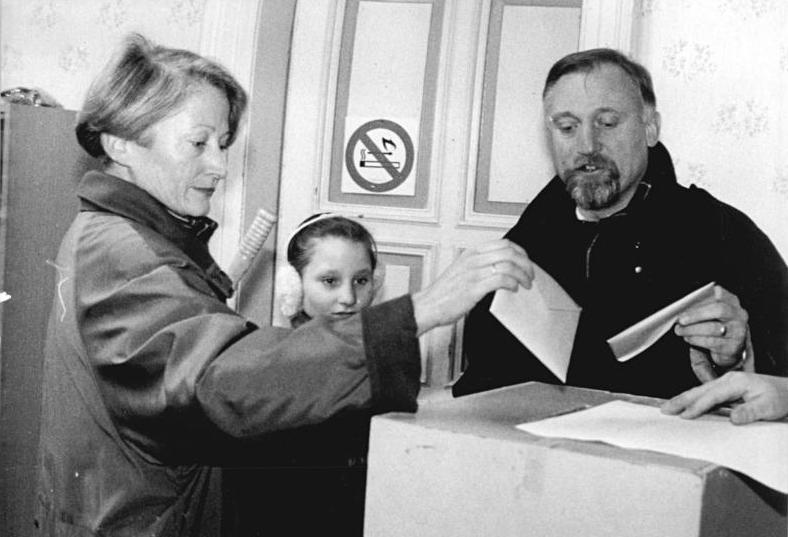
Gies bei der Stimmabgabe zur Bundestagswahl 1990

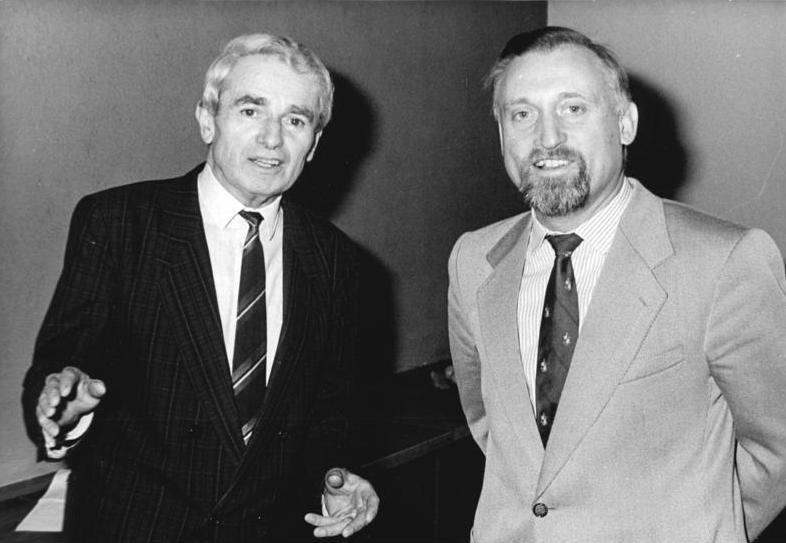
Gerd Gies (rechts) mit dem FDP-Landesvorsitzenden Gerd Brunner bei den Koalitionsgesprächen 1990

Gerd Gies (* 24. Mai 1943 in Stendal) ist ein ehemaliger  deutscher Politiker (CDU) und war erster Ministerpräsident des Landes Sachsen-Anhalt nach dessen Neubildung 1990.

## Leben

### Ausbildung und Beruf
Nach dem Abitur arbeitete Gies zunächst zwei Jahre als Tierpfleger auf dem Volkseigenen Gut Köllitsch und in der Bezirkstierklinik Stendal. Von 1963 bis 1969 absolvierte er ein Studium der Veterinärmedizin an der Karl-Marx-Universität Leipzig. Danach arbeitete er als Tierarzt in den staatlichen Tierärztlichen Gemeinschaftspraxen der Kreise Osterburg und Stendal, daneben promovierte er 1973 an der Universität Leipzig. Von 1984 bis 1990 war Gies Obertierarzt im Schlachthof Stendal, einem Betriebsteil des VEB Fleischkombinat Magdeburg.

### Politische Tätigkeit in der DDR bis zur Wende
1970 wurde er Mitglied der CDU der DDR und war von 1975 bis 1979 CDU-Vorsitzender im Kreis Osterburg. Von 1987 bis 1990 hatte er für die Partei die gleiche Funktion im Kreis Stendal inne.
Gies berichtete nach der Wiedervereinigung, 1987 habe er sich „vom Sozialismus gelöst“ und versucht, „im Kleinen“ etwas zu ändern. Von Beobachtern seines Wirkens in Stendal vor 1989 wurde Gies jedoch als „treuer Gefolgsmann“ der Staatsmacht charakterisiert und als jemand, vor dem „man sich vor allen Dingen vorsehen musste“. Als Kandidat bei den Kommunalwahlen im Mai 1989 in der Altmark rief er dazu auf, „aus christlicher Verantwortung“ für die „Friedenspolitik der DDR“ zu stimmen. Gies war Mitglied des Organisationsteils der Christlichen Friedenskonferenz. Er versuchte laut dem Spiegel, einen Auftritt von Stephan Krawczyk und Freya Klier während eines kirchlichen Friedensseminars mit dem Argument zu verhindern, Kabarett gehöre nicht in die Kirche. Den Slogan der kirchlichen Friedensbewegung „Frieden schaffen ohne Waffen“ habe Gies durch den SED-Slogan „Frieden schaffen ohne Nato-Waffen“ ersetzen wollen.

### Wendezeit und Wiedervereinigung
Im Februar 1990 wurde als erster CDU-Landesverband in der damaligen DDR die CDU Sachsen-Anhalt gegründet, deren erster Vorsitzender Gies wurde. Bei der ersten freien Wahl zur Volkskammer am 18. März 1990 wurde Gies für die CDU in die Volkskammer gewählt. 
Obwohl er Spitzenkandidat für die Landtagswahl in Sachsen-Anhalt am 14. Oktober 1990 war, wurde er zunächst Opfer des eigenen Erfolges, weil er nicht Kandidat in einem Wahlkreis war. Die CDU hatte bis auf einen alle Wahlkreise gewonnen. Kein Kandidat der Landesliste kam zum Zuge. Durch den Mandatsverzicht des stasibelasteten Armin Kleinau rückte Gies jedoch bereits zur konstituierenden Sitzung in den Landtag von Sachsen-Anhalt nach.
Ab dem 28. Oktober 1990 war Gies Ministerpräsident von Sachsen-Anhalt. Am 4. Juli 1991 trat er zurück, nachdem ihm vorgeworfen worden war, er habe Abgeordnete mit Stasi-Vorwürfen zum Verzicht auf ihr Landtagsmandat gedrängt. Seine Nachfolge trat der aus Westdeutschland stammende bisherige Finanzminister Werner Münch an, der Gies Ende November 1991 auch als CDU-Landesvorsitzender ablöste. Gies blieb bis 1998 Mitglied des Landtags.

### Nach der Politik
Anschließend war er Geschäftsführer einer Ingenieur- und Planungsfirma in Magdeburg und wechselte dann in die Energiewirtschaft. Gies war bis 2003 im Vorstand der Electrabel Deutschland AG. Dort war er Vorstandsvorsitzender der Vertriebsgesellschaft Energie SaarLorLux AG (2000–2002). 2009 bis 2013 war er Vertreter für das inzwischen als GDF Suez Energie Deutschland AG firmierende Unternehmen im Vorstand des Bundesverbands Neuer Energieanbieter und dort stellvertretender Vorsitzender. Gies wurde 2014 zum 1. Vorsitzenden des Bundesverbands Tierschutz gewählt. Im April 2019 wurde Fred Willitzkat zum Nachfolger des inzwischen 75-jährigen Gies gewählt.